# Acy-Romance
Acy-Romance is een gemeente in het Franse departement Ardennes (regio Grand Est) en telt 494 inwoners (2004). De plaats maakt deel uit van het arrondissement Rethel.

## Geografie
De oppervlakte van Acy-Romance bedraagt 11,2 km², de bevolkingsdichtheid is 44,1 inwoners per km².
De onderstaande kaart toont de ligging van Acy-Romance met de belangrijkste infrastructuur en aangrenzende gemeenten.

## Demografie
Onderstaande figuur toont het verloop van het inwonertal (bron: INSEE-tellingen).

Vanwege een beveiligingsprobleem met de MediaWiki Graph-software is het momenteel niet mogelijk deze grafiek weer te geven. Zodra de software is bijgewerkt zal de grafiek vanzelf weer zichtbaar worden.